# Nisa González Guzmán
Nisa González Guzmán (Caboalles de Abajo, Villablino, León, 12 de julio de 1907-Valencia, 2 de mayo de 1998) fue una de las primeras mujeres del Opus Dei.

## Biografía

### Infancia y juventud: León
Nisa nació en la población leonesa de Caboalles de Abajo, en el municipio de Villablino. Fue la sexta hija de Dionisio González Miranda (1876-1948) y de Narcisa Guzmán Vázquez (1876-1943). Tras contraer matrimonio (1900), la joven pareja se estableció en Naredo de Fenar, donde Dionisio trabajaba como minero. Allí nacieron cinco hijos: Isolina, Santiago, Julio, Trinidad (1904) y Visitación (1906). Los tres primeros fallecieron jóvenes. Tiempo después, la familia se trasladó a Caboalles de Abajo, donde Dionisio trabaja como sobrestante —responsable de un equipo de mineros—, convirtiéndose en uno de los empresarios del carbón más importantes de la zona. Allí cuatro hijos más: Nisa (1907), Dionisio (1909), Ángel (1910) y Emilio (1912).
En 1917, la familia se traslada a León, donde nacen los dos últimos hijos: Antonio (1917) y Santiago (1918), en recuerdo del primogénito que había fallecido en un accidente.
Nisa, como el resto de sus hermanos, se educó en su casa con profesores particulares. Después estudiaron en el internado de la Compañía de María (1918-1921), en Vergara, donde aprendió francés, piano y arpa. Completó sus estudios de Bachillerato en el Instituto de Enseñanza Media Padre Isla, en León (1926).
En diciembre de 1929 formó parte del grupo de leoneses que crearon el Club Peñalba, el club de senderismo y montaña de la capital leonesa.
Buena deportista, Nisa practicó: alpinismo, natación, esquí —campeona de Slalom (1934)—, y tenis. Estudió diversos idiomas y condujo coches, algo poco frecuente en las mujeres de aquel momento.
En la Guerra civil Nisa y su hermana Visitación trabajon como enfermeras, posiblemente en el Hospital Provincial de León. Concluida la contienda fratricida, Nisa se matriculó en la Escuela Normal de la León, donde completó los estudios de Magisterio. Fue nombrada vicepresidenta del Consejo Diocesano de las Jóvenes de Acción Católica (1941).

### Encuentro con el Opus Dei: España

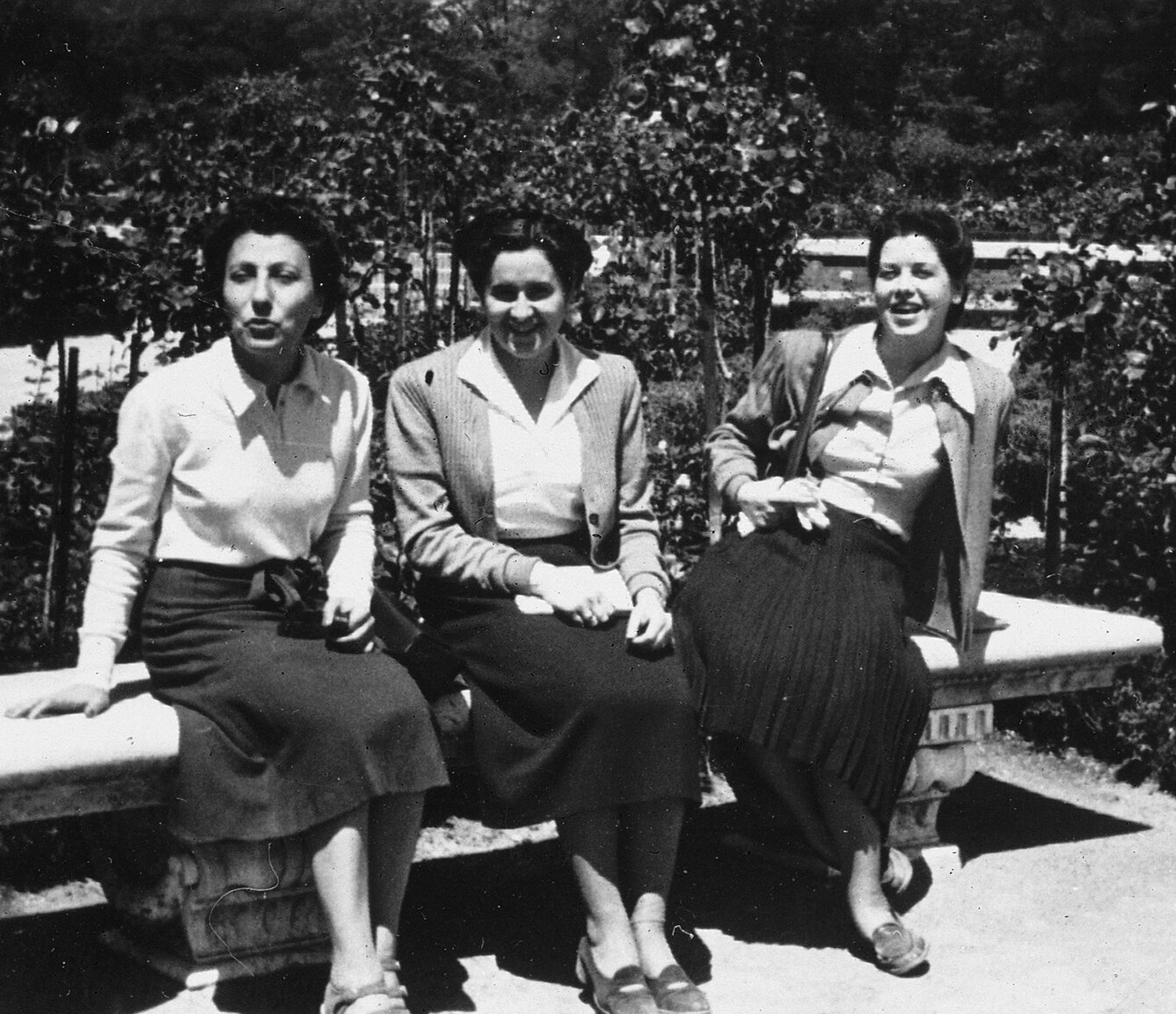
Nisa (a la izquierda de la imagen) junto con dos amigas

Nisa conoció a Josemaría Escrivá (agosto de 1940) a través de su confesor Eliodoro Gil. Tras la entrevista con Escrivá en el Palacio Episcopal de León, advirtió que lo que le planteaba Escrivá era una maravilla, no se sentía con fuerzas. Continuó leyendo Camino, y el 30 de abril de 1941, en el centro de Diego de León, le pidió a Josemaría Escrivá ser admitida en el Opus Dei.
Nisa regresó a León, donde continuó con sus actividades en la Acción Católica, aprendiendo idiomas y haciendo deporte, mientras desarrollaba una intensa relación epistolar con sus amigas de Madrid y Valencia que, como ella, participaban del espíritu del Opus Dei. En julio de 1942 se instaló definitivamente en Madrid. Fue la directora del grupo de mujeres que se fueron a vivir al centro de la calle Jorge Manrique (16 de julio de 1942). Allí trabajó en la gestión doméstica de la residencia de Jenner, trasladada (1943) a la residencia La Moncloa, y en 1945 se trasladó a Bilbao, donde comenzó las tareas domésticas de la residencia Abando. Entre 1946 y 1950 viajó por diversas ciudades españolas, para impulsar la labor apostólica de las mujeres del Opus Dei.

### Expansión del Opus Dei: América y Europa
En 1950 se traslada a Chicago (Estados Unidos), y a Montreal (Canadá) en 1959 para comenzar allí la labor apostólica del Opus Dei con mujeres. En el Congreso General Ordinario del Opus Dei (Roma, octubre 1961) es nombrada Delegada de Inglaterra, Irlanda y Francia. Viajó por esos países (1961-1963) para impulsar las diversas iniciativas apostólicas llevadas a cabo por las mujeres. En 1963 regresó a Roma, donde trabajó en la dirección del Colegio Romano de santa María (enero-junio), y de nuevo, se trasladó a Inglaterra (1963-1968). Se instaló definitivamente en España, primero en Pamplona (1968-1971) y finalmente en Valencia donde falleció el 2 de mayo de 1998.